# Wheels of Fire
| 전문가 평가                       | 전문가 평가 |
| 평가 점수                         | 평가 점수   |
| 출처                              | 점수        |
| --------------------------------- | ----------- |
| AllMusic                          | [ 2 ]       |
| About.com                         | [ 3 ]       |
| The Encyclopedia of Popular Music | [ 4 ]       |
| MusicHound                        | [ 5 ]       |
| Rolling Stone                     | (Positive)  |
| Chicago Tribune                   | [ 7 ]       |
| Musician                          | (Positive)  |
| The Daily Vault                   | A           |

《Wheels of Fire》는 영국의 록 밴드 크림의 세 번째 음반이다. 1968년 8월에 2디스크의 바이닐 LP로 발매되었으며, 한 개의 디스크는 스튜디오에 녹음되고 다른 한 개는 라이브로 녹음되었다. 영국에서 3위, 미국에서 1위를 차지하며 세계 최초로 플래티넘 판매 더블 음반이 되었다. 2012년 5월 《롤링 스톤》은 역사상 가장 위대한 음반 500장 순위에 205위에 이름을 올렸다.
또한 비슷한 커버 아트와 함께 발매된 두 개의 싱글 LP인 《Wheels of Fire (In the Studio)》와 《Wheels of Fire (Live at the Fillmore)》로 발매되었다. 영국에서는 스튜디오 음반 아트가 알루미늄 호일에 검은색으로 인쇄된 반면 라이브 음반 아트는 스튜디오 커버의 부정적인 이미지였다. 일본에서 스튜디오 음반 아트는 금박 위에 검은색이었고 라이브 음반 아트는 알루미늄 포일에 검은색이었다. 호주에서는 두 장의 커버가 모두 일본 발매물의 라미네이트된 복사본이었다(더블 음반은 호주에서는 발매되지 않았다).

## 제작 및 커버 아트
디스크 1에 녹음된 엔지니어들은 톰 다우드와 아드리안 바버, 디스크 2에 수록된 곡들은 빌 할버슨에 의해 녹음되었고 두 번째 디스크의 공연은 아드리안 바버에 의해 혼합되었다. 이 음반의 삽화는 《Disraeli Gears》의 작품도 했던 마틴 샤프에 의해 만들어졌고, 그 사진은 짐 마샬이 찍은 것이다.

## 노래들
밴드의 드러머인 진저 베이커는 피아니스트 마이크 테일러와 함께 이 음반을 위해 세 곡을 공동 작곡했다. 한편 베이시스트 잭 브루스는 시인 피트 브라운과 함께 4곡을 공동 작곡했다. 기타리스트 에릭 클랩튼은 커버할 블루스 두 곡을 선택해 음반에 기여했다.
두 번째 디스크에서는 펠릭스 파팔라디가 〈Traintime〉을 선택한 것은 잭 브루스의 노래와 하모니카가 연주하는 것이 특징이기 때문이며, 〈Toad〉는 진저 베이커의 장황한 드럼 독주곡인 반면 〈Spoonful〉과 〈Crossroads〉는 에릭 클랩튼의 기타 연주를 보여주는 데 사용되었기 때문이다.

## 곡 목록
Disc one: In the Studio
| #  | 제목                            | 작사·작곡                                  | 재생 시간 |
| -- | ------------------------------- | ------------------------------------------ | --------- |
| 1. | 〈White Room〉                  | 잭 브루스, 피트 브라운                     | 4:58      |
| 2. | 〈Sitting on Top of the World〉 | 월터 빈슨, 로니 채트먼, 체스터 버넷 (편곡) | 4:58      |
| 3. | 〈Passing the Time〉            | 진저 베이커, 마이크 테일러                 | 4:31      |
| 4. | 〈As You Said〉                 | 브루스, 브라운                             | 4:20      |

| #  | 제목                             | 작사·작곡               | 재생 시간 |
| -- | -------------------------------- | ----------------------- | --------- |
| 1. | 〈Pressed Rat and Warthog〉      | 베이커, 테일러          | 3:13      |
| 2. | 〈Politician〉                   | 브루스, 브라운          | 4:12      |
| 3. | 〈Those Were the Days〉          | 베이커, 테일러          | 2:53      |
| 4. | 〈Born Under a Bad Sign〉        | 부커 T. 존스, 윌리엄 벨 | 3:09      |
| 5. | 〈Deserted Cities of the Heart〉 | 브루스, 브라운          | 3:38      |

Disc two: Live at the Fillmore
| #  | 제목           | 작사·작곡                       | 녹음 날짜                                                         | 재생 시간 |
| -- | -------------- | ------------------------------- | ----------------------------------------------------------------- | --------- |
| 1. | 〈Crossroads〉 | 로버트 존슨, 에릭 클랩튼 (편곡) | 1968년 3월 10일 캘리포니아주 샌프란시스코 윈터랜드에서 (제1회 쇼) | 4:13      |
| 2. | 〈Spoonful〉   | 윌리 딕슨                       | 1968년 3월 10일 캘리포니아주 샌프란시스코 윈터랜드에서 (제1회 쇼) | 16:43     |

| #  | 제목          | 작사·작곡 | 녹음 날짜                                                        | 재생 시간 |
| -- | ------------- | --------- | ---------------------------------------------------------------- | --------- |
| 1. | 〈Traintime〉 | 브루스    | 1968년 3월 8일 캘리포니아주 샌프란시스코 윈터랜드에서 (제1회 쇼) | 7:01      |
| 2. | 〈Toad〉      | 베이커    | 1968년 3월 7일 캘리포니아주 샌프란시스코 필모어에서 (제2회 쇼)   | 16:15     |

## 인증
| 국가                       | 인증     | 판매량/출하량 |
| -------------------------- | -------- | ------------- |
| 오스트레일리아 (ARIA)      | 플래티넘 | 70,000^       |
| 영국 (BPI)                 | 플래티넘 | 300,000^      |
| 미국 (RIAA)                | 플래티넘 | 1,000,000^    |
| ^출하량을 기반으로 한 인증 |          |               |